# جورج فروشيل
جورج فروشيل (9 مارس 1891 - 22 نوفمبر 1979) كان روائيا وكاتب سيناريو نمساوي. في عام 1943، حصل على ترشيحين لجائزة الأوسكار لتأليفه السيناريو لـفلم  السيدة Miniver و Random Harvest وفاز بواحدة.

## روابط خارجية
- جورج فروشيل على موقع IMDb (الإنجليزية)
- جورج فروشيل على موقع الموسوعة البريطانية (الإنجليزية)
- جورج فروشيل على موقع ألو سيني (الفرنسية)
- جورج فروشيل على موقع أول موفي (الإنجليزية)
- جورج فروشيل على موقع قاعدة بيانات برودواي على الإنترنت (الإنجليزية)
- جورج فروشيل على موقع قاعدة بيانات الأفلام السويدية (السويدية)
- جورج فروشيل على موقع قاعدة بيانات الأفلام السويدية (السويدية)
- جورج فروشيل على موقع قاعدة بيانات الفيلم (الإنجليزية)
- جورج فروشيل على موقع كينوبويسك (الروسية)

- جورج فروشيل في قاعدة بيانات الأفلام على الإنترنت